# Campionati sudamericani femminili di cricket T20 2018
I Campionati sudamericani femminili di cricket T20 2018 si sono svolti dal 23 al 26 agosto a Mosquera, in Colombia: al torneo hanno partecipato quattro squadre. 

## Regolamento

### Formula
La formula ha previsto:
- Fase a gironi, disputata con girone all'italiana: la prima e la seconda classificata accedono alla finale.

## Torneo

### Fase a gironi

#### Classifica
| Pos. | Squadra | Pt | G | V | P | NRR    |
| ---- | ------- | -- | - | - | - | ------ |
| 1.   | Brasile | 18 | 6 | 6 | 0 | +5.942 |
| 2.   | Cile    | 12 | 6 | 4 | 2 | -1.370 |
| 3.   | Perù    | 3  | 6 | 1 | 5 | -1.700 |
| 4.   | Messico | 3  | 6 | 1 | 5 | -2.268 |

      Qualificata in finale

### Finale
| 26 agosto 2018 Los Pinos Polo Club Ground, Mosquera | Brasile | 137/6 - 45 | Cile | Brasile vince di 92 runs |